# ولادیمیر نف
ولادیمیر نِف (چکی: Vladimír Neff; ۱۳ ژوئن ۱۹۰۹ – ۲ ژوئن ۱۹۸۳) نویسنده و مترجم محبوب اهل کشور جمهوری چک بود. او رمان‌های تاریخی و طنزهای سیاسی دربارهٔ داستان‌های جنایی و داستان‌های ماجراجویی نوشت.